# Bobare (Okucsány)
Bobare falu Horvátországban, Bród-Szávamente megyében. Közigazgatásilag Okucsányhoz tartozik.

## Fekvése
Bródtól légvonalban 64, közúton 88 km-re északnyugatra, Pozsegától légvonalban 34, közúton 51 km-re nyugatra, a Psunj-hegység déli lejtőin fekszik.

## Története
A kora középkorban a lesnicai birtok feküdt az akkor Lesnicának, ma Sloboštinának nevezett patak mentén. A Szávától a Lesnica keleti partján a Psunj-hegységig terjedő birtok neve „Leznikmelléke” volt. Ezzel északkeletről volt szomszédos a „Racessa” nevű birtok, mely a Sloboština felső folyásába torkolló Rašaska-patak mentén feküdt és Psunj-hegység déli lejtőire is kiterjedt. A birtokot II. András 1210-ben kelt oklevele említi először, melyben a templomosok lovagrendjét megerősíti többek között az egykor Pozsega várához tartozott Lesnissa és Racessa földjeinek birtokában és leírja e földek határait. Az adományt IV. László 1272-es oklevele is megerősítette. A racessai birtok központja egy vár volt, melyet valószínűleg a templomosok építettek, majd később a johannitáké lett. A várat a legújabb kutatások a Bobarétól 300 méterre délre, a Rašaska-patak keleti oldalán feltárt romokkal azonosították. Racessát (Razossya, Rassa) 1495-ben és 1507-ben már egy nagy uradalom székhelyeként említik vásártartási joggal. 1519-ben Beriszló Péter, később a Tahy és a Zrínyi család birtoka volt.
1733-ban Bijela Stijenától (Fejérkő) keletre említi az egyházi vizitáció a Szent Borbála templom romjait. E templomot több szakember (Stjepan Pavičić, Josip Buturac) a mai Bobare területére helyezi. Lehetséges helyeként a faluban két helyet tételeznek fel. Az egyik a falu bejáratánál fekvő „Crkvište” nevű, vadszederrel borított parlagterület, mely alatt falak rejtőzhetnek. A másik lehetséges lelőhely „Zidina” a falu bejáratától 150 méterre délre a patak keleti oldalán elterülő kisebb magaslat, ahonnan már korábban is számos kőtöredék került elő. A templom építtetőjének Buturac a közeli Fejérkő úrnőjét Frangepán Borbálát tartja. 
A mai település valószínűleg a török uralom idején keletkezett. Muzulmán lakossága volt, akik a közeli török erősségek őrségéből kerültek ki. A térség csak 1687-ben szabadult fel a török uralom alól, ennek során a muzulmánok Boszniába távoztak. Helyükre Boszniából érkezett pravoszláv vlachok települtek be. Az első katonai felmérés térképén „Dorf Bobare” néven található. Lipszky János 1808-ban Budán kiadott repertóriumában „Bobare” néven szerepel.  
Nagy Lajos 1829-ben kiadott művében „Bobare” néven 42 házzal, 5 katolikus és 261 ortodox vallású lakossal találjuk.  A gradiskai határőrezredhez tartozott, majd a katonai közigazgatás megszüntetése után Pozsega vármegyéhez csatolták. 
1857-ben 104, 1910-ben 188 lakosa volt. Az 1910-es népszámlálás szerint lakosságának 96%-a szerb, 4%-a horvát anyanyelvű volt. Pozsega vármegye Pakráci járásának része volt. Az első világháború után 1918-ban az új szerb-horvát-szlovén állam, majd később (1929-ben) Jugoszlávia része lett. 
1991-től a független Horvátországhoz tartozik. 1991-ben lakosságának 99%-a szerb, 1%-a horvát nemzetiségű volt. A délszláv háború során a település már a háború elején szerb ellenőrzés alá került. 1991. március 1-jén már kitűzték itt a szerb zászlót. 1995. május 1-jén a „Bljesak-95” hadművelet első napján foglalta vissza a horvát hadsereg. A szerb lakosság legnagyobb része elmenekült. 2011-ben a településnek 16 lakosa volt.

## Lakossága
| Lakosság változása | Lakosság változása | Lakosság változása | Lakosság változása | Lakosság változása | Lakosság változása | Lakosság változása | Lakosság változása | Lakosság változása | Lakosság változása | Lakosság változása | Lakosság változása | Lakosság változása | Lakosság változása | Lakosság változása | Lakosság változása | Lakosság változása |
| ------------------ | ------------------ | ------------------ | ------------------ | ------------------ | ------------------ | ------------------ | ------------------ | ------------------ | ------------------ | ------------------ | ------------------ | ------------------ | ------------------ | ------------------ | ------------------ | ------------------ |
| 1857               | 1869               | 1880               | 1890               | 1900               | 1910               | 1921               | 1931               | 1948               | 1953               | 1961               | 1971               | 1981               | 1991               | 2001               | 2011               | 2021               |
| 104                | 117                | 138                | 151                | 155                | 188                | 166                | 170                | 164                | 162                | 173                | 130                | 79                 | 78                 | 20                 | 16                 | 8                  |

## Nevezetességei
Racessa (vagy magyarosan Rácsa) várának romjai a falutól 300 méterre délre, a Rašaška-patak keleti oldalán találhatók. Feltárásuk 2012 és 2015 között történt. Ezt a területet sokáig magas növényzet borította. Ennek eltávolítása után egy 98-szor 54 méteres területen tűntek elő a középkori erődítmény maradványai. Központi részét egy 54-szer 38 méteres nyugat-keleti irányú ovális építmény alkotta, melyhez egy 40-szer 14 méteres ovális barbakán csatlakozott. Ezt egy valószínűleg egy 3 méter mély árok és sánc övezte, melybe a Rašaška-patak vizét vezették. 2015-ben az ovális központi terület északkeleti részén egy 38-szor 16 méteres területen négyszögletes épület maradványait tárták fel. Itt egy 13. századi templom maradványait, különösen szépen megmunkált köveket, támpillérek alapjait és az egykori keresztboltozat maradványait találták. Az ásatások számos tárgyi leletet is felszínre hoztak, melyek között sok kerámiatöredék, főként edények maradványai, fegyverek, szerszámok, használati tárgyak, öltözetek tartozékai kerültek elő, melyek korát a 13. és 15. század közötti időben határozták meg.
A falu feletti Zidina nevű helyről egy bronz buzogányfej származik, melynek átmérője a legszélesebb részén négy centiméter. A buzogányfejet piramis alakú kiszögelésekkel látták el. Megtalálási helye a falu egyik háza volt, ahova eredeti lelőhelyéről másodlagosan került.